# Филиппинский язык
Филиппи́нский язык или пилипи́но, филипи́но (таг.  Pilipino, Filipino) — национальный и официальный (наравне с английским) язык Филиппин. Относится к австронезийской семье языков и базируется на существующих местных языках, прежде всего на тагальском языке. Содержит значительное количество заимствований из английского и испанского языков. По филиппинскому законодательству, местное правительство обязано обеспечивать и способствовать эволюции, развитию и дальнейшему обогащению филиппинского языка, на основе других языков. Преимущественно, филиппинский язык является первым для жителей Манильской агломерации.
Иногда термин «филипино» некорректно употребляется как собирательное название всех языков Филиппин. Также, учитывая сходство между тагальским и филиппинским языками, последний часто идентифицируют с первым.
Типологически относится к агглютинативным языкам с незначительной долей флексий.

## История
12 ноября 1937 года первая Национальная ассамблея Филиппин приняла закон о создании Национального языкового института для изучения и рассмотрения всех местных диалектов с целью избрания того, который послужит базисом национального языка Филиппин. Вскоре институт рекомендовал избрать тагальский язык как основу национального языка. Уже 31 декабря 1937 года президент Мануэль Кесон объявил язык, основанный на тагальском, Национальным языком Филиппин.
Тагальский язык был выбран по следующим причинам:
1. Он был широко применяемым и наиболее понятным во всех регионах Филиппин.
2. Он не делится на диалекты настолько как бисайский язык.
3. Корпус тагальской литературы крупнейший среди местных языков.
4. Тагальский язык всегда был языком столицы — Манилы.
5. Тагальский язык был языком Филиппинской революции 1896 года и подпольной националистической организации Катипунан (таг.  Katipunan) — двух ярких явлений Филиппинской истории.

18 июня 1938 года Национальная ассамблея создала Институт национального языка (предыдущий институт был расформирован), задачей которого стало заключение словаря и грамматики для их публикации не позднее чем за два года после провозглашения президентом Национального языка. В результате, в указанный срок президенту был подан «Тагальско-английский словарь» под авторством Сесилия Лопеса и грамматика Balarila ng Wikang Pambansa авторства Лопе К. Сантоса. Начиная с 1940/1941 учебного года Национальная речь начала изучаться в школах. В 1946 году, после получения Филиппинами независимости от США, язык стал официальным (наряду с английским и испанским).
Начиная с 1959 года для обозначения Национального языка используется термин «пилипино» (который впоследствии превратился в «филипино» — де-юре новый язык) для отделения официального языка от тагальской этнической группы.
На сегодня, один из самых высоких индексов языкового разнообразия на Филиппинах, филиппинский язык реализовался как национальный благодаря «телевидению, фильмам, комиксам, эмиграции и образовательной системе».

## Классификация
Несмотря на заявленное в законодательстве развитие филиппинского языка на основе всех филиппинских языков, национальный язык Филиппин до сих пор базируется преимущественно на тагальском языке с некоторыми заимствованиями из неместных языков (английского и испанского). Некоторые учёные считают тагальский, пилипинский и филиппинский языки разновидностями одного языка, так как эти языки объединяет общая грамматика, а между собой они являются вполне понятными.
Следовательно, по классификации Ethnologue, филиппинский язык считается разновидностью тагальского языка, центральнофилиппинской ветви, малайско-полинезийской надветви австронезийской языковой семьи.